# 福斯托里亞 (密歇根州)
福斯托里亞（英語：Fostoria）是位於美國密歇根州土斯科拉縣的一個普查規定居民點。

## 人口
根據2020年美國人口普查的數據，福斯托里亞的面積為10.38平方千米，當中陸地面積為10.38平方千米，而水域面積為0.00平方千米。當地共有人口664人，而人口密度為每平方千米63.97人。